# Urtima riksdagen 1834–1835
Urtima riksdagen 1834–1835 ägde rum i Stockholm.
Detta var en urtima riksdag och riksdagen öppnades den 15 januari 1834. Till lantmarskalk utsågs Jacob De la Gardie. Prästeståndets talman var ärkebiskopen Carl von Rosenstein. Borgarståndets talman var Jonas Ullberg och bondeståndets talman var Johan Olsson Longberg. Riksdagen avslutades den 27 maj 1835.

## Riksdagsmän
- Prästeståndets ledamöter vid urtima riksdagen 1834–1835